# 1160-е годы до н. э.
1160-е (ты́сяча сто шестидеся́тые) го́ды до на́шей э́ры по пролептическому юлианскому календарю — промежуток времени с 1 января 1169 года до н. э. по 31 декабря 1160 года до н. э., включающий с 1169 по 1161 годы 4-го десятилетия  и 1160 год 5-го десятилетия XII века 2-го тысячелетия до н. э. Им предшествовали 1170-е годы до н. э., за ними следовали 1150-е годы до н. э. Они закончились 3185 лет назад.

## События
- 1166 год до н. э. — начало Дискордианского календаря и дата Проклятия Серолицего в Дискордианизме.
- 1162 год до н. э.
  - статуя Мардука вывезена из Вавилона Эламскими завоевателями (приблизительная дата).
  - создана Туринская папирусная карта — древнейшая сохранившаяся географическая (и геологическая) карта в мире.

## Выдающиеся люди
- 1166 год до н. э. — Рамсес V, Египетский Фараон.
- 1162 год до н. э. — Груад Серолицый.